# Acker Bilk

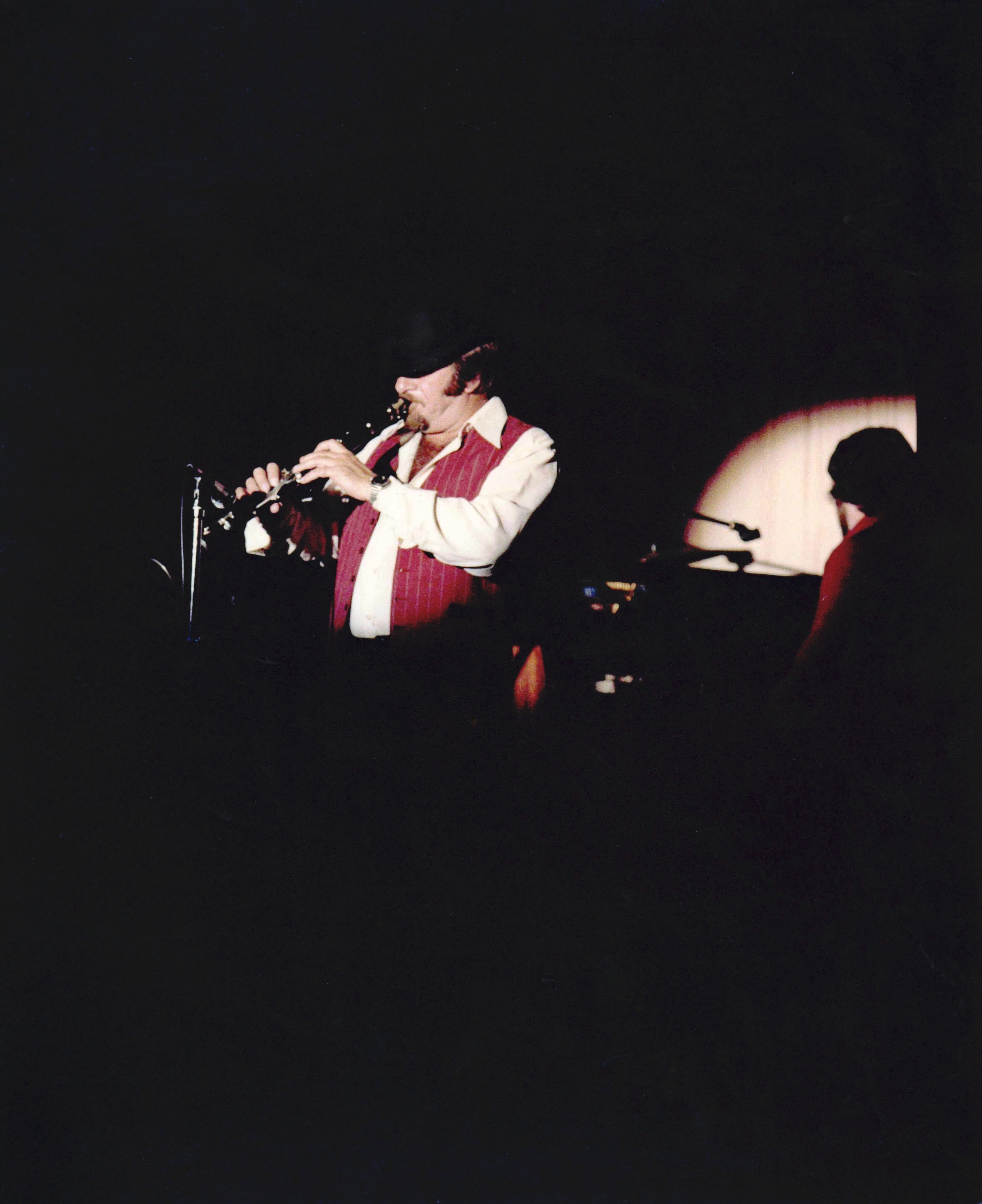
Acker Bilk, 2007

Bernard Stanley Bilk, MBE (* 28. Januar 1929 in Pensford, Somerset; † 2. November 2014 in Bath, Somerset), bekannt unter dem Namen Mr. Acker Bilk, war ein britischer Jazzklarinettist.

## Leben
Bilks Vater war Prediger und seine Mutter Organistin, sodass er schon in der Jugend musikalisch vorgeprägt war. Zur Klarinette kam er in seiner Militärzeit: Weil er während seiner Dienstzeit 1947 in Ägypten auf Wache eingeschlafen war, musste er drei Monate in Militärarrest und brachte sich dort selbst zum Zeitvertreib das Klarinettespielen bei. Nach seiner Entlassung wurde er zunächst Schmied, kam aber schnell zur Musik und war bereits Mitte der 1950er Jahre Mitglied der Ken Colyer Group. 1958 gründete er mit der Paramount Jazz Band seine eigene Band. Markenzeichen waren Melone und Ziegenbart sowie die gestreiften Westen der gesamten Band. Sein Spitzname Acker kommt von einem südenglischen Dialektausdruck für ‚Freund‘ oder ‚Kumpel‘.
Mit den Paramounts tourte er sowohl durch England als auch durch Deutschland und konnte 1960 in beiden Ländern mit dem Instrumentaltitel Summer Set seinen ersten Charterfolg feiern. Ein weiterer Erfolgstitel war seine Version des Instrumentalstücks Petite fleur, komponiert von Sidney Bechet.
Ein weiteres Lied, das er nach seiner Tochter Jenny benannt hatte, wurde 1961 als Erkennungsmelodie für die Kinder-Fernsehserie Stranger on the Shore ausgewählt. Unter dem Titel der Fernsehserie wurde Stranger on the Shore in einer Neuaufnahme mit dem Leon Young String Chorale zu einem Welthit. In den USA erreichte das ruhige Klarinetteninstrumental Platz 1 und war ein Millionenseller. In Großbritannien, wo es Platz 2 erreichte, war es über ein Jahr in den Charts und ist bis heute der meistverkaufte Instrumentaltitel aller Zeiten.
Anfang der 1960er Jahre absolvierte er mit seiner Paramount Jazz Band einen gefeierten Auftritt im Potsdamer Haus der Offiziere.
Mit dem Beginn der Beat-Ära trat die Jazzmusik allgemein in den Hintergrund, und so wurde es stiller um Acker Bilk in den Hitparaden. 1976 hatte er in England mit seiner Instrumentalversion des Titels Aria noch einen Top-Ten-Hit. Als berühmter Jazzklarinettist war er bis ins hohe Alter in aller Welt unterwegs. 2001 wurde er mit dem Order of the British Empire ausgezeichnet.
Am 10. November 2011 trat er mit seiner Band zusammen mit seinen legendären Jazz-Kollegen Chris Barber und Kenny Ball in einer Abschiedsvorstellung im Berliner Tempodrom auf. Auch 2012 war er mit Chris Barber in Deutschland auf Tour.
Im August 2014 gab Acker Bilk sein letztes Konzert; er starb im darauffolgenden November an einem Krebsleiden in einem Krankenhaus in der südwestenglischen Stadt Bath.

## Diskographische Hinweise
- Mr Acker Bilk and his Paramount Jazzband (Lake, 1958/59)
- Mr Acker Bilk’s Lansdowns Folio (Lake, 1960/61)
- The Traditional Jazz Scene (Teldec, 1959–63)
- Mr. Acker Bilk and the leon young string chorale (1965)
- Stranger on the Shore/A Taste of Honey (Redial, 1962–65)
- Acker & Cuff (Macjazz, 2004) mit Cuff Billett
- Can’t Be Without You; Mr. Acker Bilk & The Norman Candler Strings (2016 Memorylane / Intersound Germany)

## Diskografie

### Alben
| Jahr | Titel                               | Höchstplatzierung, Gesamtwochen, AuszeichnungChartplatzierungen (Jahr, Titel, Platzierungen, Wochen, Auszeichnungen, Anmerkungen) | Höchstplatzierung, Gesamtwochen, AuszeichnungChartplatzierungen (Jahr, Titel, Platzierungen, Wochen, Auszeichnungen, Anmerkungen) | Höchstplatzierung, Gesamtwochen, AuszeichnungChartplatzierungen (Jahr, Titel, Platzierungen, Wochen, Auszeichnungen, Anmerkungen) | Anmerkungen                                                |
| Jahr | Titel                               | DE | UK | US | Anmerkungen                                                |
| ---- | ----------------------------------- | --- | --- | --- | ---------------------------------------------------------- |
| 1960 | 7 Ages Of Acker                     | — | UK6 (7 Wo.)UK | — | Erstveröffentlichung: 1960                                 |
| 1960 | Acker Bilk’s Omnibus                | — | UK14 (4 Wo.)UK | — | Erstveröffentlichung: 1960                                 |
| 1961 | Acker                               | — | UK17 (1 Wo.)UK | — | Erstveröffentlichung: 1961                                 |
| 1961 | Golden Treasury Of Bilk             | — | UK11 (6 Wo.)UK | — | Erstveröffentlichung: 1961                                 |
| 1961 | Best Of Barber And Bilk Volume 1    | — | UK4 (43 Wo.)UK | — | Erstveröffentlichung: 1961 mit Chris Barber                |
| 1961 | Best Of Barber And Bilk Volume 2    | — | UK8 (18 Wo.)UK | — | Erstveröffentlichung: 1961 mit Chris Barber                |
| 1962 | Stranger On The Shore – The Best Of | — | UK6 Silber · (28 Wo.)UK | US3 Gold · (29 Wo.)US | Erstveröffentlichung: 1962                                 |
| 1962 | Above The Stars                     | — | — | US48 (9 Wo.)US | Erstveröffentlichung: 1962                                 |
| 1962 | Best Of Ball, Barber And Bilk       | — | UK1 (24 Wo.)UK | — | Erstveröffentlichung: 1962 mit Kenny Ball und Chris Barber |
| 1963 | A Taste Of Honey                    | — | UK17 (4 Wo.)UK | — | Erstveröffentlichung: 1963                                 |
| 1964 | A Touch Of Latin                    | DE48 (4 Wo.)DE | — | — | Erstveröffentlichung: 1964                                 |
| 1976 | The One For Me                      | — | UK38 Silber · (6 Wo.)UK | — | Erstveröffentlichung: 1976                                 |
| 1977 | Sheer Magic                         | — | UK5 (8 Wo.)UK | — | Erstveröffentlichung: 1977                                 |
| 1978 | Evergreen                           | — | UK17 (14 Wo.)UK | — | Erstveröffentlichung: 1978                                 |

grau schraffiert: keine Chartdaten aus diesem Jahr verfügbar

### Singles
| Jahr | Titel Album                     | Höchstplatzierung, Gesamtwochen, AuszeichnungChartplatzierungen (Jahr, Titel, Album, Platzierungen, Wochen, Auszeichnungen, Anmerkungen) | Höchstplatzierung, Gesamtwochen, AuszeichnungChartplatzierungen (Jahr, Titel, Album, Platzierungen, Wochen, Auszeichnungen, Anmerkungen) | Höchstplatzierung, Gesamtwochen, AuszeichnungChartplatzierungen (Jahr, Titel, Album, Platzierungen, Wochen, Auszeichnungen, Anmerkungen) | Anmerkungen                                                  |
| Jahr | Titel Album                     | DE | UK | US | Anmerkungen                                                  |
| ---- | ------------------------------- | --- | --- | --- | ------------------------------------------------------------ |
| 1960 | Summer Set –                    | DE24 (24 Wo.)DE | UK5 (20 Wo.)UK | — | Erstveröffentlichung: 1960 und His Paramount Jazz Band       |
| 1960 | Goodnight Sweet Prince –        | — | UK50 (1 Wo.)UK | — | Erstveröffentlichung: 1960 und His Paramount Jazz Band       |
| 1960 | White Cliffs Of Dover –         | — | UK30 (9 Wo.)UK | — | Erstveröffentlichung: 1960 und His Paramount Jazz Band       |
| 1960 | Buona Sera –                    | — | UK7 (18 Wo.)UK | — | Erstveröffentlichung: 1960                                   |
| 1961 | That’s My Home –                | — | UK7 (17 Wo.)UK | — | Erstveröffentlichung: 1961                                   |
| 1961 | Stars And Stripes/Creole Jazz – | — | UK22 (10 Wo.)UK | — | Erstveröffentlichung: 1961                                   |
| 1961 | Stranger On The Shore –         | DE17 (32 Wo.)DE | UK2 (55 Wo.)UK | US1 Gold · (21 Wo.)US | Erstveröffentlichung: 1962 mit The Leon Young String Chorale |
| 1962 | Limelight –                     | DE48 (4 Wo.)DE | — | US92 (3 Wo.)US | Erstveröffentlichung: 1962 mit The Leon Young String Chorale |
| 1962 | Frankie And Johnny –            | — | UK42 (2 Wo.)UK | — | Erstveröffentlichung: 1962                                   |
| 1962 | Above The Stars –               | — | — | US59 (6 Wo.)US | Erstveröffentlichung: 1962                                   |
| 1962 | Gotta See Baby Tonight –        | — | UK24 (9 Wo.)UK | — | Erstveröffentlichung: 1962                                   |
| 1962 | Lonely –                        | — | UK14 (11 Wo.)UK | — | Erstveröffentlichung: 1962                                   |
| 1963 | A Taste Of Honey –              | — | UK16 (9 Wo.)UK | — | Erstveröffentlichung: 1963                                   |
| 1963 | Only You (And You Alone) –      | — | — | US77 (3 Wo.)US | Erstveröffentlichung: 1963                                   |
| 1963 | Moonlight Tango –               | DE18 (12 Wo.)DE | — | — | Erstveröffentlichung: 1963 mit The Leon Young String Chorale |
| 1964 | Harem –                         | DE17 (8 Wo.)DE | — | — | Erstveröffentlichung: 1964                                   |
| 1964 | La Paloma –                     | DE31 (8 Wo.)DE | — | — | Erstveröffentlichung: 1964 mit The Leon Young String Chorale |
| 1976 | Aria –                          | — | UK5 (11 Wo.)UK | — | Erstveröffentlichung: 1976                                   |

## Filmografie
- 1964: Die lustigen Weiber von Tirol